# Pietro Squeglia
Pietro Squeglia (Marcianise, 8 dicembre 1944) è un politico italiano.

## Biografia
Laureato in lettere classiche ha insegnato per anni al liceo scientifico Federico Quercia di Marcianise. La sua formazione politica matura nelle file dell'Azione cattolica e della FUCI. 
È stato sindaco di Marcianise dal 1979 al 1985 e poi dal 1991 al 1993, ha ricoperto anche la carica di presidente della Provincia di Caserta dal 1993 al 1994.
Già esponente della DC, dal 1994 nel Partito Popolare Italiano ricopre la carica di segretario provinciale a Caserta, vicesegretario regionale e successivamente diviene componente del Consiglio nazionale della Margherita. 
Alle elezioni politiche del 2001 viene eletto deputato con la Margherita della XIV legislatura. Alle successive elezioni politiche del 2006 viene rieletto alla Camera per la XV legislatura della Repubblica Italiana nella circoscrizione XX Campania per L'Ulivo. Dal 2007 aderisce al PD. Conclude il proprio mandato parlamentare nel 2008.
Dal 2009 al 2012 è nuovamente consigliere comunale di Marcianise.